# Ferran Palau
Ferran Palau, född 24 januari 1983 i Collbató i Baix Llobregat, är en spansk (katalansk) musiker och låtskrivare. Han har fått uppmärksamhet för sin distanserade och minimalistiskt inspirerade musik, lanserad under etiketten metafysisk pop. Sedan starten 2003 är han även gitarrist i gruppen Anímic.

## Biografi

### Del av Anímic
2003 var Ferran Palau medgrundare av Anímic. Den neofolk-präglade gruppen deltog 2005 i och vann flera regionala talangtävlingar, inklusive Sona9. Gruppens musik har i praktiken växlat mellan en mjuk folkpop (låtar skrivna och sjungna av Palau) och mörkare och tyngre arrangemang. Den senare stilen företräds oftast via kompositioner och sång av Louise Sansom, London-född musiker och kulturaktivist bosatt i Spanien sedan yngre tonåren. Som 20-åring blev hon bekant med Palau – då en 14-åring som gick i den yngre broderns skolklass – och de två har sedermera bildat familj tillsammans.

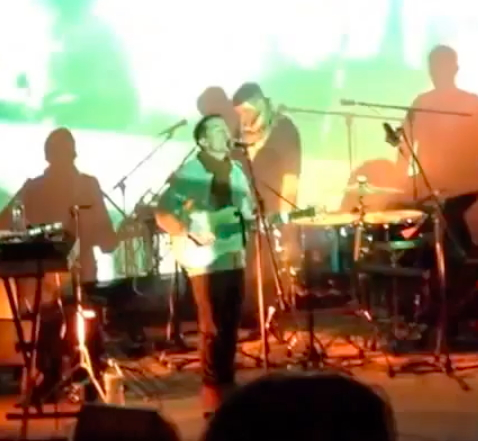
Ferran Palau vid konsert med Anímic 2013.

Anímic har sedan solodebuten 2006 kommit ut med ett halvdussin album. Musiken framförs antingen på katalanska eller engelska.

### Solokarriär
Vid sidan av Anímic lanserade Palau en solokarriär som allteftersom fått ta mer plats (även om han parallellt deltagit i Anímics fortsatta produktioner). Debutalbumet L'aigua del rierol (Bäckens vatten) gavs 2012 ut på Pau Vallvés Amniòtic Records, ett independentbolag som samlade experimentella artister inom indiepop. Detta till trots var Palaus soloproduktioner inledningsvis singer-songwriter-verk enligt folkpoptraditionen.

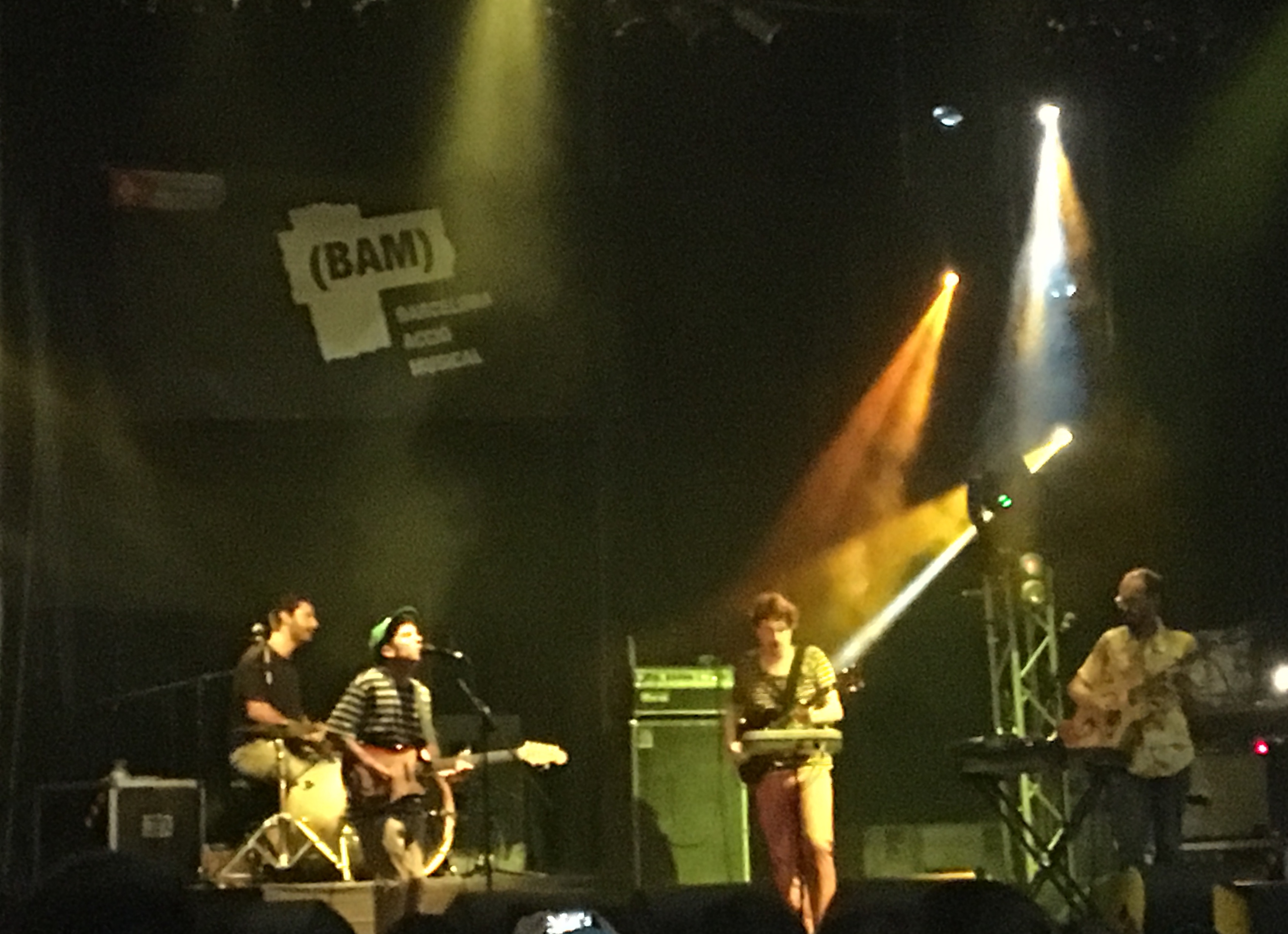
Ferran Palau med grupp på scen 2018.

Albumen Santa Ferida (2015) och Blanc (2018) producerades tillsammans med Joan Pons (El Petit de Cal Eril) och kom ut på bolaget Halley Records. Palau och El Petit de Cal Eril har sedan 2018 lanserat sin minimalistiskt och distanserade präglade musik under etiketten "metafysisk pop" (katalanska: pop metafísica). På skivomslag och musikvideor med Ferran Palau har stilen bland annat manifesterats av undflyende eller bortvända ansikten samt av distans och reflektion, medan själva popmusiken präglas av långsamt tempo och elektroniskt arrangemang.
Musikstilen har fått fler efterföljare, bland annat hos grupperna Marialluïsa, Germà Aire och artisten Núria Graham; 2019 deltog alla dessa i Festival del Pop Metafísic de Ponts, den första musikfestivalen fokuserad kring det hela. Efter ett 2010-tal som i Katalonien präglats av fusionsmusik och stora ensembler à la Txarango, Buhos och Oques Grasses agerar de här popartisterna i den andra, långt mer lågmälda och mer syntpräglade delen av popspektret.
Efter att den spanska musikbranschen drabbats av covid-19-pandemin, med nedstängningar och inställt turnerande, återkom Palau 2021 med två nya studioalbum. I februari presenterades Parc, och tio månader senare släpptes Joia. Det senare kan dock snarare betecknas som ett minialbum, med sin totala speltid på under 20 minuter.
Därefter följde två år utan större utgivningar. 2024 återkom dock palau med Plora aquí ('Gråt här').

## Diskografi

### Soloalbum
- L'aigua del rierol (Amniòtic Records, 2012)
- Santa Ferida (Halley Records, 2015), med Joan Pons (El Petit de Cal Eril)
- Blanc (Halley Records, 2018)
- Kevin (Hidden Track Records, 2019)
- Parc (Hidden Track Records, 2021)
- Joia (Hidden Track Records, 2021)
- Plora aquí (Hidden Track Records, 2024)[10]